# Boys (ПТР)
Boys — (Бойс) английское 14-мм магазинное противотанковое ружьё предназначенное для борьбы с лёгкими танками и бронеавтомобилями противника на дальностях до 300 м.
Разработано полковником Бойсом в 1930-х годах.

## История

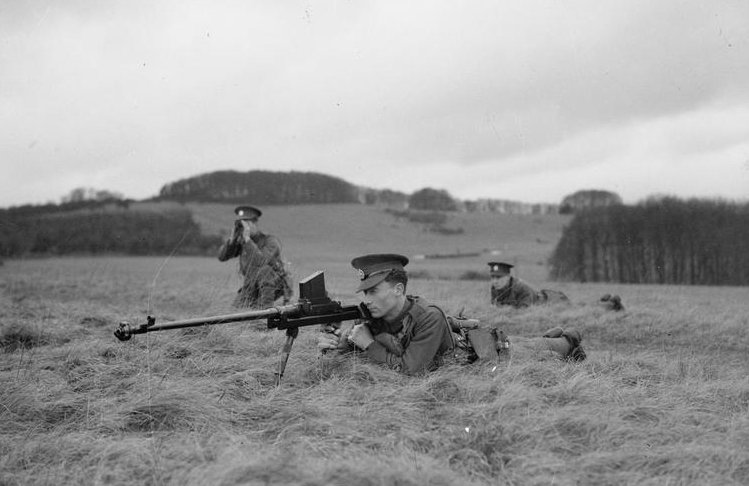
Британские солдаты с ПТР Boys на учениях

В 1934 году помощник начальника конструкторского бюро завода «Ройал Смол Армз» в городе Энфилд капитан британской армии Бойс предложил опытный вариант «бронебойки». Первоначально ружьё создавалось под 12,7-мм патрон «Виккерс» от крупнокалиберного пулемёта.
Опытные стрельбы показали, что воздействие калибра 12,7 мм на цель не столь значительно, как ожидалось, и в 1936 году калибр увеличили до 13,9 мм.
Заказы на ПТР «Бойс» британской армией выдавались до января 1942 г., когда стало очевидно, что они уже малоэффективны. На смену им пришли гранатомёты «РіАТ». Тем не менее, было выпущено около 69 000 ружей, часть из них была поставлена в США и Канаду. Противотанковыми ружьями «Бойс» вооружались разведывательный вариант бронетранспортера «Universal» -«Scout Carrier».

## Боевое применение

### СССР, Польша и Германия
В период Второй мировой войны (после нападения Германии на СССР в июне 1941 года) 1100 «бойсов» поставили в СССР. Передавались они также польским частям в составе Британской армии (после совместного захвата Польши войсками Германии, Словакии, Литвы и СССР). Трофейными «Бойсами» весьма охотно пользовался и вермахт.

## Конструкция
ПТР Mk.l «Бойс» состояло из ствола со ствольной коробкой, затвора, рамы (люльки) со складной сошкой и затыльника. На дульной части крепился коробчатый дульный тормоз. Запирание канала ствола осуществлялось поворотом продольно скользящего затвора с шестью боевыми выступами. Ствол крепился в ствольной коробке на резьбе и мог вместе с ней несколько смещаться вдоль рамы, сжимая пружину амортизатора и поглощая часть энергии отдачи. Это в значительной степени снижало действие отдачи на стрелка и предотвращало «подскок».
Для повышения скорострельности ружьё оснастили 5-зарядным магазином. Пистолетная рукоятка была выполнена с наклоном вперед. Металлический затыльник имел резиновый амортизатор, «щеку» на левой стороне, рукоятку под левую руку. Прицельные приспособления, вынесенные влево на кронштейнах, включали мушку и диоптрический прицел с установкой диоптра на 300 и 500 м, либо только на 300 м. Сошка представляла собой Т-образную опору с сошниками и винтовым штырём с регулировочной муфтой. Встречались также ПТР со складными «двуногими» сошками.
Ружьё имеет постоянный диоптрический прицел для стрельбы на дальности до 300м. Некоторые ружья имеют прицелы с двумя установками: 300 и 500 м (точнее 300 и 500 ярдов. 1 ярд равен 0,914 м).
«Бойс» мог переноситься одним солдатом на ружейном ремне за спиной. Для стрельбы из него использовались специальные патроны калибра .55 (13,9 мм) с латунной бутылочной гильзой длиной 99,1 мм с донным упором.
Для стрельбы по бронированным целям использовались бронебойные пули со стальным закалённым сердечником W Mark I массой 60 г и длиной 59 мм и W Mark II массой 48 г с вольфрамовым сердечником и длиной 49,5 мм.
В боекомплект входили также и патроны с обыкновенными пулями, предназначенные для поражения ДОТов.

## ТТХ
Бронепробиваемость:
- пуля W Mk.1 (стальной сердечник, масса пули 60 г) пробивала 16 мм брони на дальности 100 м под углом 90°;
- пуля W Mk.2 (вольфрамовый сердечник, масса пули 47,6 г) пробивала 20 мм брони на дальности 100 м под углом 70°.

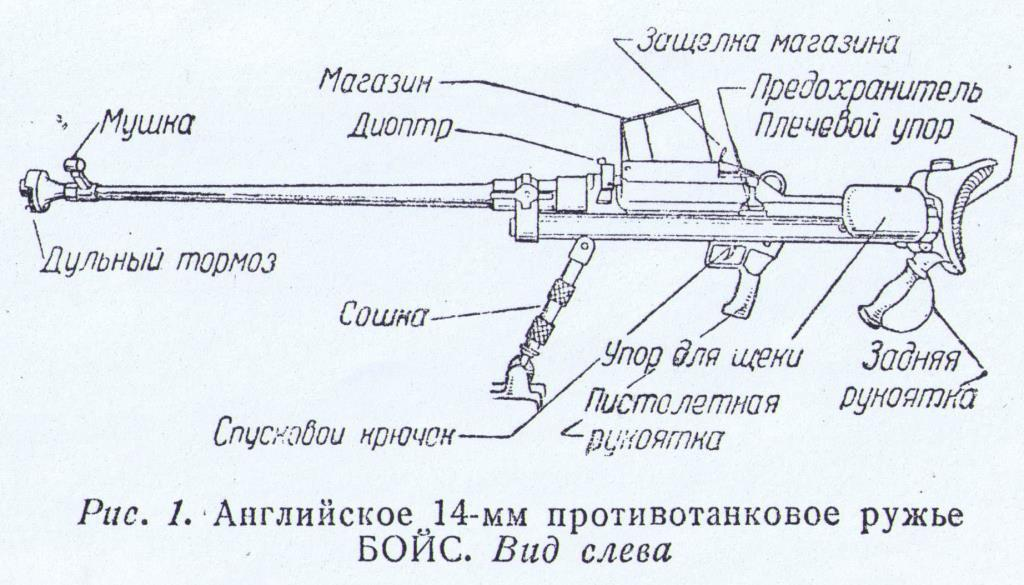
ПТР Бойс вид слева

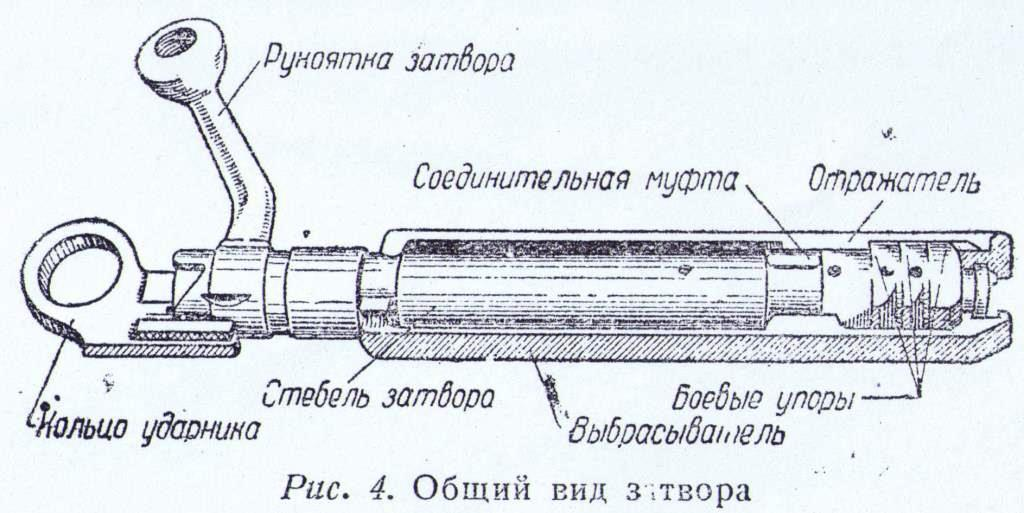
Затвор ПТР Бойс

## Варианты
- Boys Mk.I;
- Boys Mk.I* — модифицированный вариант, выпускавшийся в Канаде;
- Boys Mk.II.

## Страны-эксплуатанты

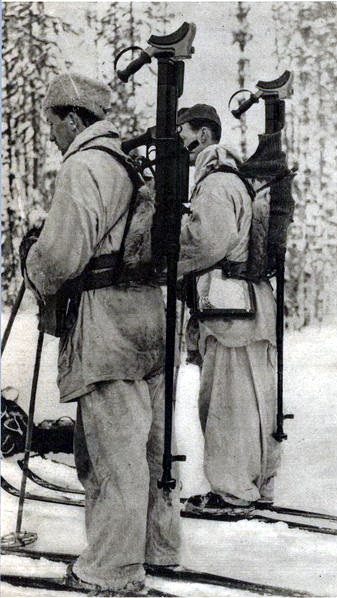
Бойцы Шведского добровольческого корпуса, вооружённые ПТР Boys во время советско-финской войны.

- Великобритания - в 1935 году ружья Mk.l «Бойс», стали поступать в войска, их устанавливали на танки Mk VIC и бронетранспортеры.
- Финляндия - после начала в ноябре 1939 года советско-финской войны Англия предоставила Финляндии 200 единиц ПТР Boys (в войне была задействована только первая партия из 100 ружей). Ружья поступили, в основном, на вооружение шведского добровольческого корпуса
- Нацистская Германия: трофейные ПТР (первые из которых были захвачены летом 1940 года во Франции) использовали в под обозначением 13,9 mm Panzerabwehrbüchse 782 (englisch)
- Япония - трофейные ПТР использовались подразделениями японской армии[3]